# Dienten am Hochkönig
Dienten am Hochkönig település Ausztriában, Salzburg tartományban a Zell am See-i járásban található. Területe 49,74 km², lakosainak száma 773 fő, népsűrűsége pedig 16 fő/km² (2014. január 1-jén). A település 1071 méteres tengerszint feletti magasságban helyezkedik el.
A település részei:
Berg, Bodenberg, Bründl, Dienten (Dorf), Dientenbach, Lippenanger, Schattberg, Sonnberg és Schwarzenbach.

## Fordítás
Ez a szócikk részben vagy egészben  a   Dienten am Hochkönig című angol Wikipédia-szócikk ezen változatának fordításán alapul.  Az eredeti cikk szerkesztőit annak laptörténete sorolja fel. Ez a jelzés csupán a megfogalmazás eredetét és a szerzői jogokat jelzi, nem szolgál a cikkben szereplő információk forrásmegjelöléseként.